# Децата на Хурин
Децата на Хурин (на английски: The Children of Húrin) е епичен фентъзи роман на Толкин.

## Въведение
Описва времена много преди епохата на „Властелинът на пръстените“ и за Първия Мрачен владетел – Моргот. Историята разказва за децата на Хурин от Хадоровия род – Турин Турамбар и Ниенор Ниниел. В петата битка – Нирнает Арноедиад (Войната на Неизброимите сълзи), Хурин е пленен и не се завръща. Тогава владетелката на Дор-Ломин и майка на децата изпраща Турин в Дориат при елфите. Книгата завършва с трагичен край, в който оцелява само Хурин. За повече информация се споменава в книгата Силмарилион на Дж. Р. Р. Толкин.
Оригиналната версия на историята е написана около 1918 година. По-късно е коригирана на няколко пъти, но така и не е завършена до смъртта на писателя през 1973 година. Неговият син, Кристофър Толкин коригира ръкописа и я публикува официално на 17 април 2007 година.

## Род на Хурин
```
                                           
Родът на Хадор
                    
Народът на Халет(Халадини от Бретил)

                                                 Хадор(Лориндол)                                  Халмир
                                                   |                                                |
                                                   |                                                |
                            _______________________|__________________________________         _____|_____
                           |                     |                                   |         |         |
                         Гундор                 Галдор + Харет(от Халадините)      Глоредел + Халдир  Харет + Галдор
                                                    ____|____                              |           ___|___ (от Дор-Ломин)
                                                   |         |                             |          |       |
                                     Морвен  +  Хурин      Хуор + Риан                   Хандир     Хурин     Хуор
                                           __|__                |                          |
                                          |     |             Туор + Идрил(Келебриндал)   Брандир(Куция)
                                        Турин   Ниенор               | 
                                     (Турамбар)(Ниниел)            Еарендил
```

## Думи и имена използвани в книгата с обяснения
- Ангбанд – „Железен затвор“ могъща крепост на Моргот
- Англанхел – меч, изкован от метеоритно желязо
- Бар-ен-Данвед – „Дом на откупа“, домът на Мим, наречен така след като е отстъпен на Турин
- Белег Крепколък – Спътник на Турин
- Гуртанг – така е наречен мечът Англанхел, след като е изкован наново за Турин
- Мим – калпавото джудже, в чийто дом на Амон Руд(Бар-ен-Данвед)живее Турин
- Моргот – „Черният враг“ Първият мрачен владетел
- Ниенор Арноедиад – преведено Войната на Неизброимите сълзи
- Полуръст – название на дребните същества наречени от елфите Хобити
- Рохан – страна на конете
- Саурон – „Ненавистният“ Вторият мрачен владетел
- Синдари – сиви елфи
- Хобит – полуръст